# Plasa Ighiu, județul Alba
Plasa Ighiu (între 1918 și 1938) a fost o unitate administrativă sub-divizionară de ordin doi în cadrul județului Alba (interbelic). Reședință de plasă era comuna Ighiu. În anul 1938 plasa Ighiu a fost desființată, îl locul ei fiind înființate plasa Zlatna și plasa Alba Iulia.

## Demografie
La recensământul din 1930 au fost înregistrați 30.550 locuitori, dintre care (din punct de vedere etnic) 28.428 români (93,1%), 1.214 maghiari (4,0%) ș.a.
Sub aspect confesional populația era alcătuită din 22.383 ortodocși (73,3%), 6.410 greco-catolici (21,0%), 1.134 romano-catolici (3,7%), 325 reformați (1,1%) ș.a.

## Materiale documentare

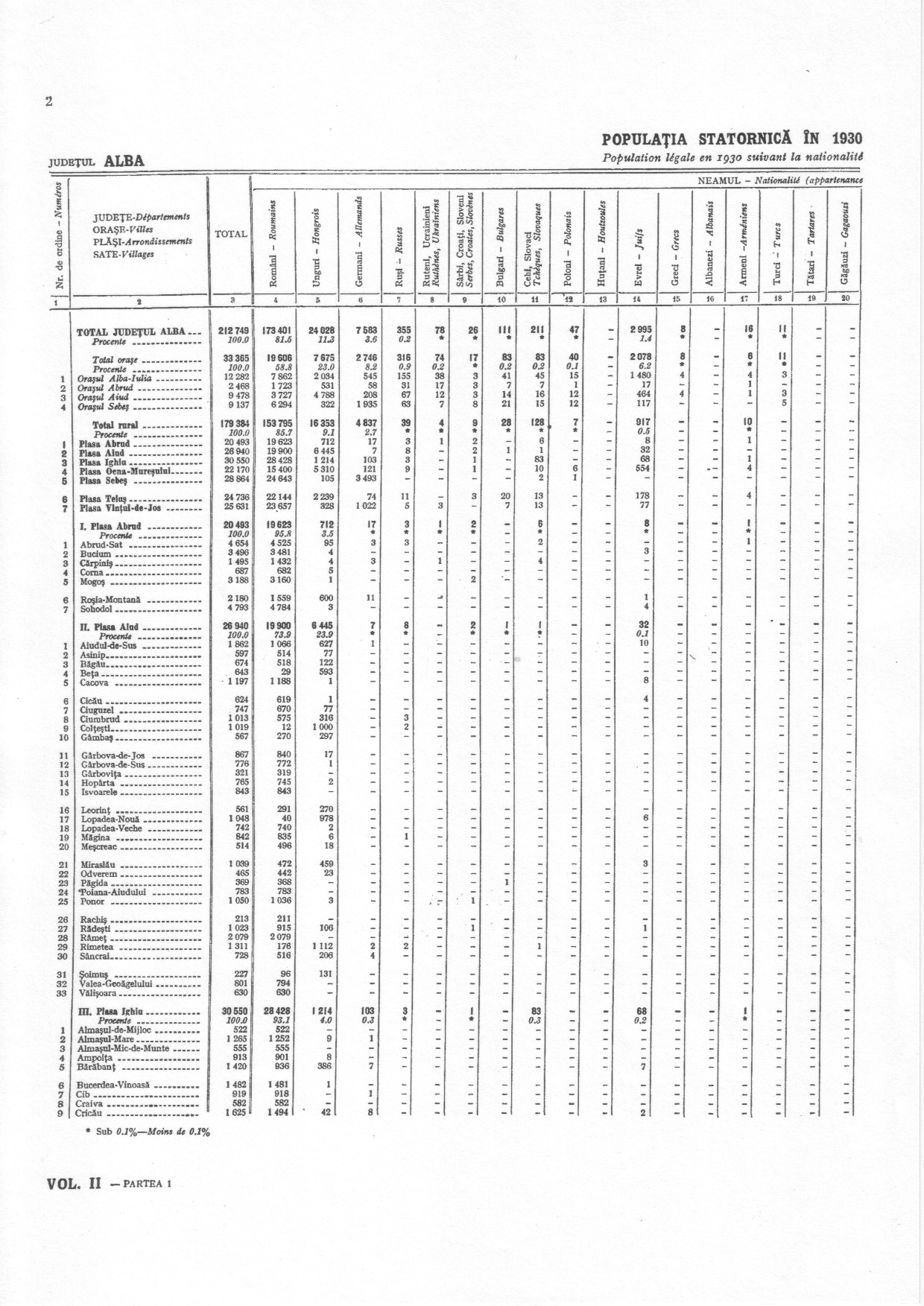
Datele aferente plășii Ighiu la recensământul din 1930 (Etnii - partea I)
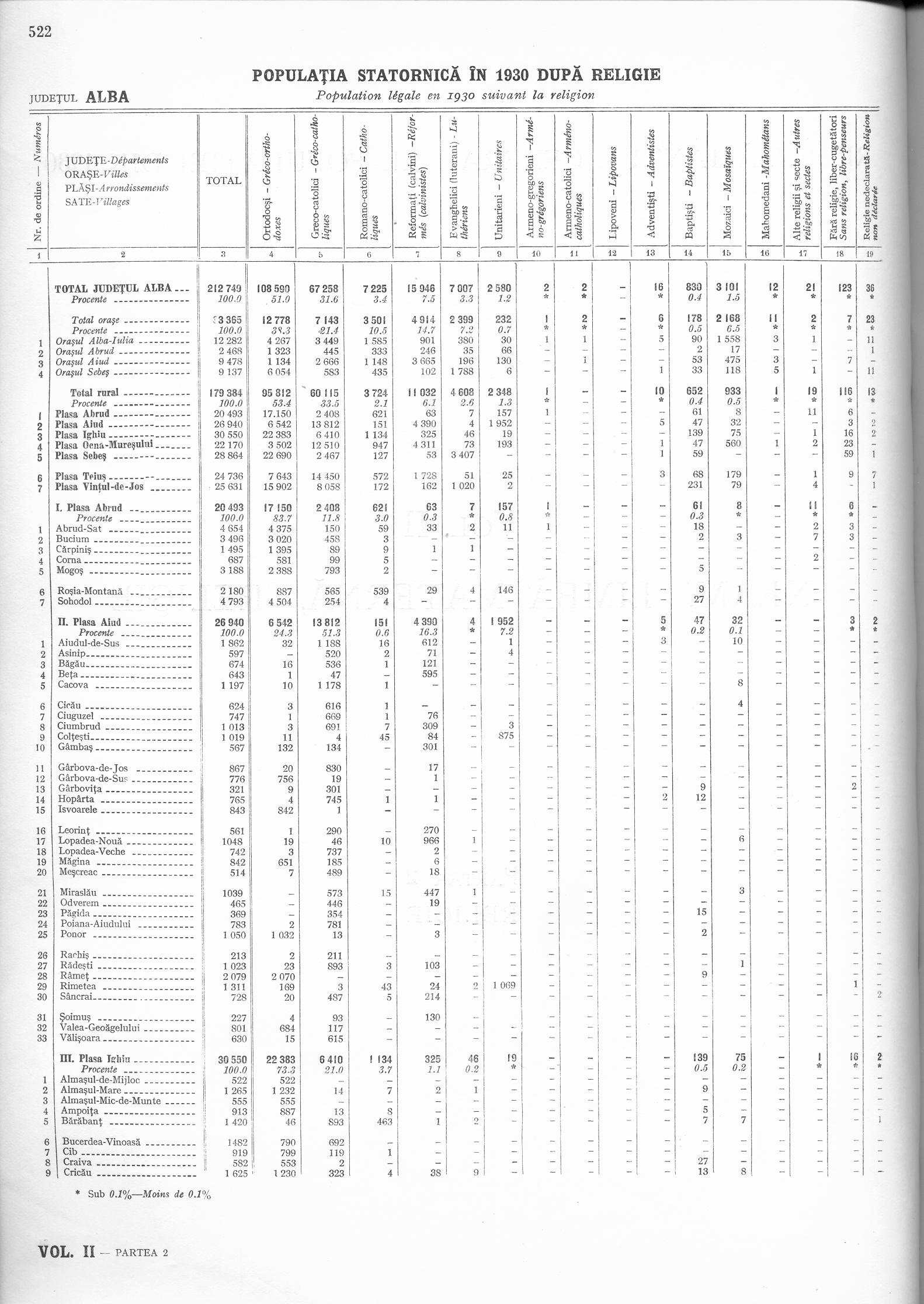
Datele aferente plășii Ighiu la recensământul din 1930 (Confesiuni)